# Coco Gauff
Cori "Coco" Gauff (født 13. marts 2004 i Atlanta) er en amerikansk tennisspiller. Hun er den yngste i historien som har nået finalen i pigesingle ved US Open. I 2018 vandt hun juniorernes French Open i single.

## Junior Grand Slam finaler
| År   | Mesterskab  | Underlag | Modstander       | Score              |
| ---- | ----------- | -------- | ---------------- | ------------------ |
| 2017 | US Open     | Hard     | Amanda Anisimova | 0–6, 2–6           |
| 2018 | French Open | Grus     | Caty McNally     | 1–6, 6–3, 7–6(7–1) |